# Salix gracilior
Salix gracilior — вид квіткових рослин із родини вербових (Salicaceae).

## Морфологічна характеристика
Це кущ до 3 метрів заввишки; кора сіра. Гілочки жовтуваті чи зеленуваті, тонкі, голі. Листкова ніжка 3–5 мм, гола; листкова пластинка лінійна чи лінійно-ланцетна, зазвичай дистально ширша, 30–60 × 3–4 мм, абаксіально (низ) зеленувата, гола, адаксіально зелена, край залозисто-зубчастий, верхівка тупа або коротко загострена. Сережки 20–40 × 3–5 мм. Чоловіча квітка: тичинок 2; пиляки жовті. Плодова сережка подовжена, товста, щільна. Коробочка волохата.

## Середовище проживання
Хебей, Хейлунцзян, Цзілінь, Ляонін, Внутрішня Монголія. Населяє рослинність.

## Використання
Вирощується для захисту насипів і стабілізації піску; використовується для плетіння виробів з лози.